# Mike Garson
Mike Garson (født 29. juli 1945) er en amerikansk pianist, der har arbejdet sammen med David Bowie, Nine Inch Nails, Billy Corgan og Smashing Pumpkins. 
I 1970'erne blev Garson kendt for at spille klaver på David Bowies indspilninger. I 1998 blev Garson hyret til at spille klaver på Smashing Pumpkins' Adore Tour, og han fortsatte endvidere også på bandets efterfølgende verdensturné i 2000. I 1999 indspillede han soundtracket til filmen Stigmata sammen med Billy Corgan. 
Mike Garson har siden indspillet musik med Nine Inch Nails og No Doubt, samt arbejdet og udgivet materiale som solokunstner. 